# ジョナサン・ダンシー

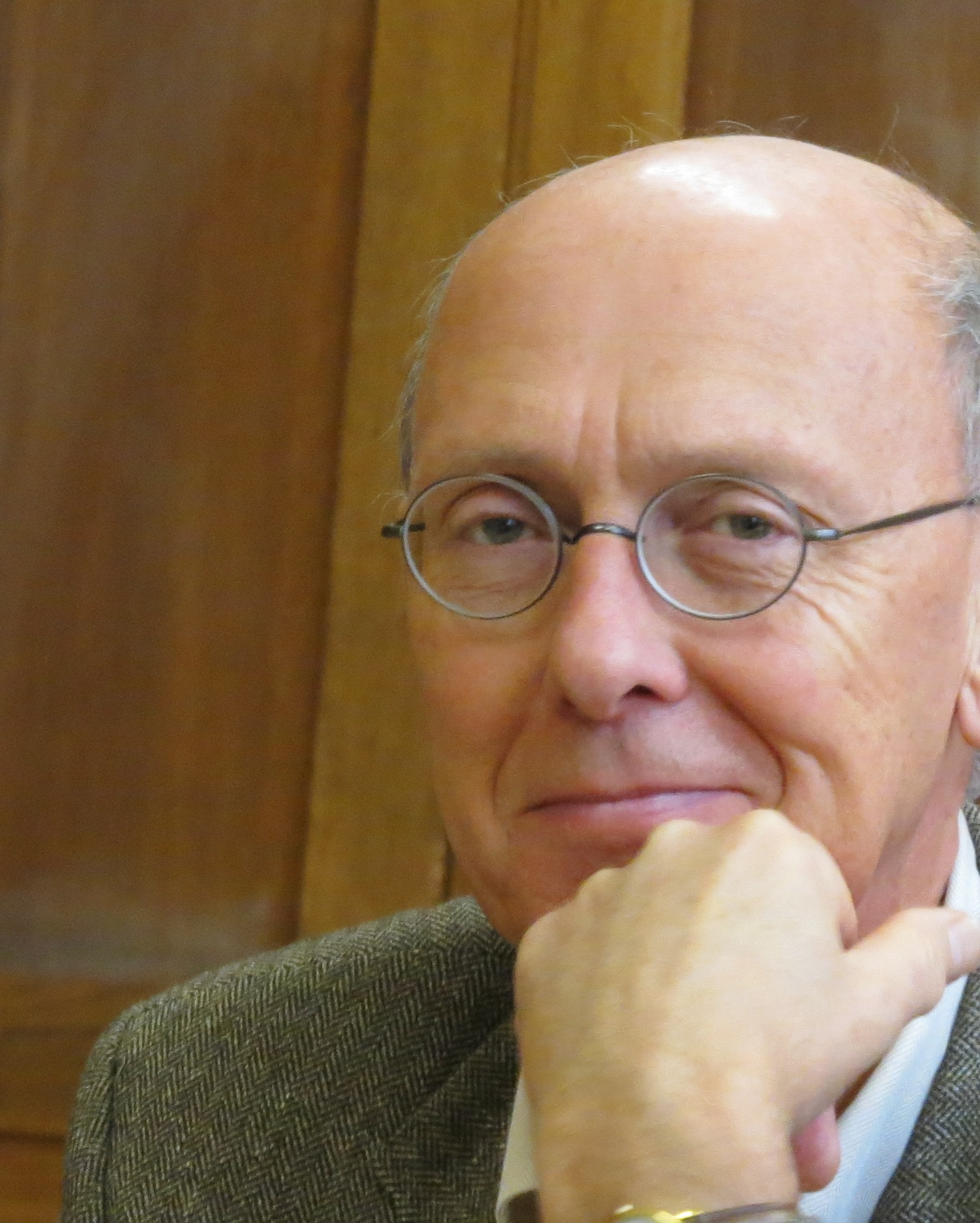
ジョナサン・ダンシー

ジョナサン・ピーター・ダンシー (Jonathan Peter Dancy、1946年5月8日 - ）は、英国出身の哲学者。認識論、倫理学を専門とする。レディング大学、およびテキサス大学オースティン校の教授。息子は俳優のヒュー・ダンシー。
1956年、イギリスのハンプシャー州ウィンチェスターにあるウィンチェスター・カレッジに入学。彼はウィンチェスター・カレッジでクリケットをやり、またヘッド・ボーイを務めた（日本における生徒会長のような立場）。1965年、オックスフォードのコーパス・クリスティ大学に入学。彼はそこではダブル・ファーストを取った（二つの教科で最優等の成績）。1971年、キール大学の講師となる。彼は認識論、とりわけ知覚の性質に関する「幻想からの議論」（argument from illusion）をよく考えた。倫理学の分野では、道徳的個別主義の立場を代表する論客として、「理由の全体論」というアイデアを主張した。ある種の行為に対して、そう行為したことの理由づけが何かあったとしても、同じ種類の別の行為に対して、その同じ理由づけが通用しないことがある、というもの。いわば行為の理由づけが文脈依存的だということ。ダンシーはこの理由の全体論を用いて、彼の道徳的個別主義を擁護する。すなわち道徳原理のようなものはないが、そうしたものなしでも道徳性は完璧に保持できる、と。

## 業績

### 論文
- "On Moral Properties", Mind, 1981, XC, pp. 367-385.
- “Ethical Particularism and Morally Relevant Properties.”  Mind, n.s.; 92, 368 (Oct., 1983): 530 – 547.
- “The Role of Imaginary Cases in Ethics.”  Pacific Philosophical Quarterly, 66 (1985): 141 – 153.
- “An Ethic of Prima Facie Duties.”  In A Companion to Ethics, ed. Peter Singer.  Oxford: Blackwell Publishing, 1991.  219 – 229.
- “Can a Particularist Learn the Difference Between Right and Wrong?” In The Proceedings of the Twentieth World Congress of Philosophy, vol. 1, ed. K. Brinkmann.  Bowling Green, OH: Philosophy Documentation Center, 1999.  59 – 72.
- “The Particularist’s Progress.”  In Moral Particularism, ed. Brad Hooker and Margaret Olivia Little.  Oxford: Clarendon Press, 2000.  130 – 156.

### 書籍 (著作)
- An Introduction to Contemporary Epistemology, Oxford: Blackwell, 1985. ISBN 978-0631136224
- Berkeley: An Introduction, Oxford: Blackwell, 1987. ISBN 978-0631155096
- Moral Reasons,  Oxford: Blackwell Publishing, 1993. ISBN 978-0631187929
- Practical Reality,  Oxford:  Oxford University Press, 2000. ISBN 978-0199253050
- Ethics Without Principles.  Oxford: Clarendon Press, 2004. ISBN 978-0199270026

### 書籍 (編集)
- Perceptual Knowledge, Oxford: OUP, 1988. ISBN 978-0198750741
- Reading Parfit, Oxford : Blackwell,1997. ISBN 978-0631197263
- Normativity (Ratio conference 1998) Oxford : Blackwell, 2000. ISBN 978-0631220411